# Coelogyne nitida
Coelogyne nitida är en orkidéart som först beskrevs av Nathaniel Wallich och David Don och som fick sitt nu gällande namn av John Lindley.
Coelogyne nitida ingår i släktet Coelogyne och familjen orkidéer. Inga underarter finns listade i Catalogue of Life.

## Bildgalleri

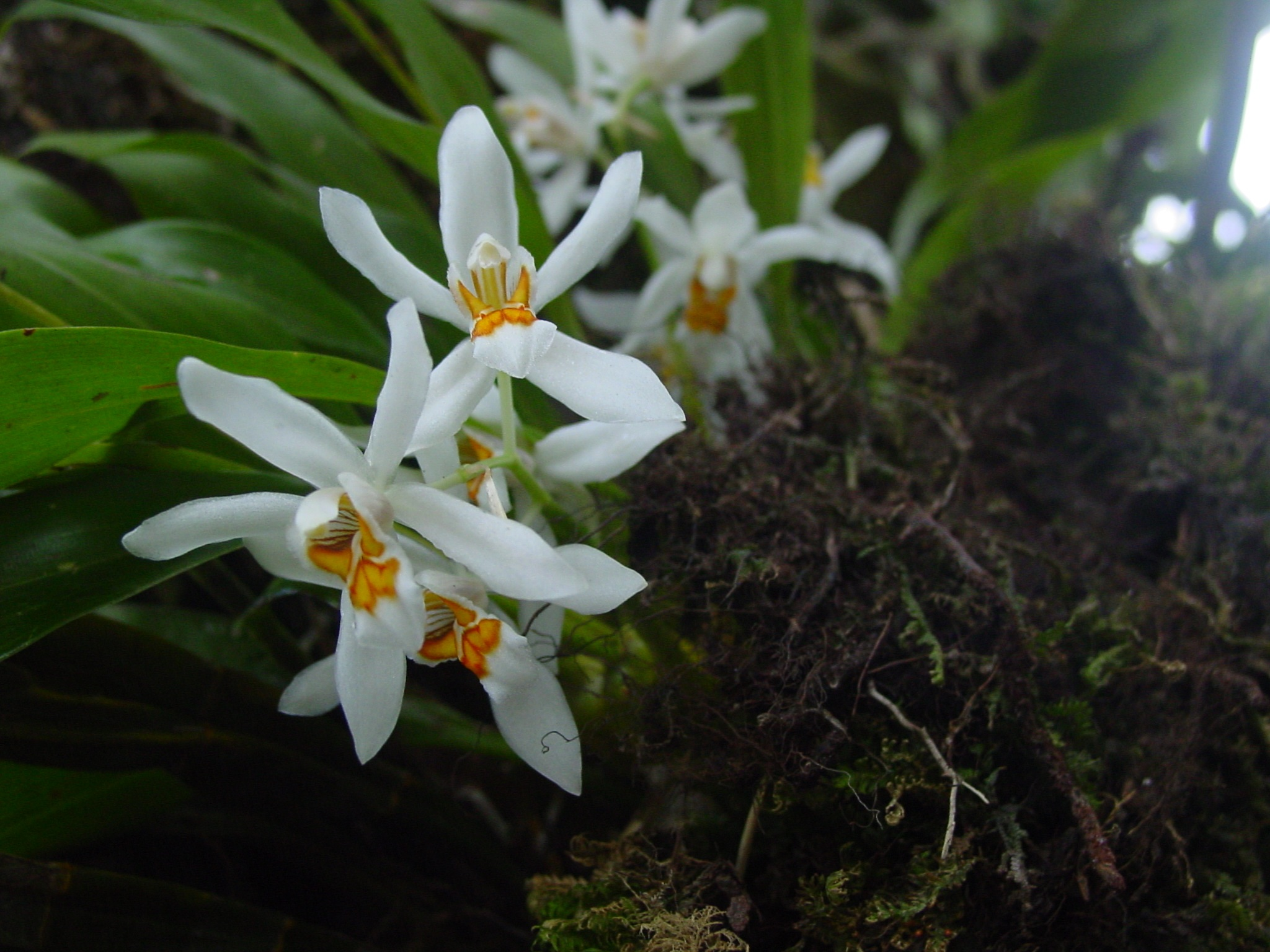
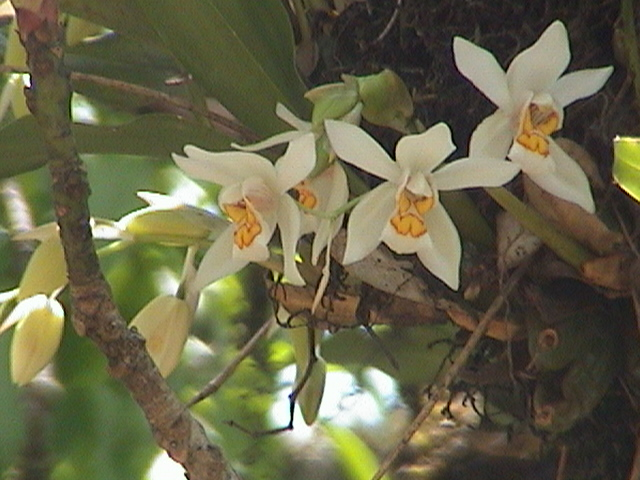
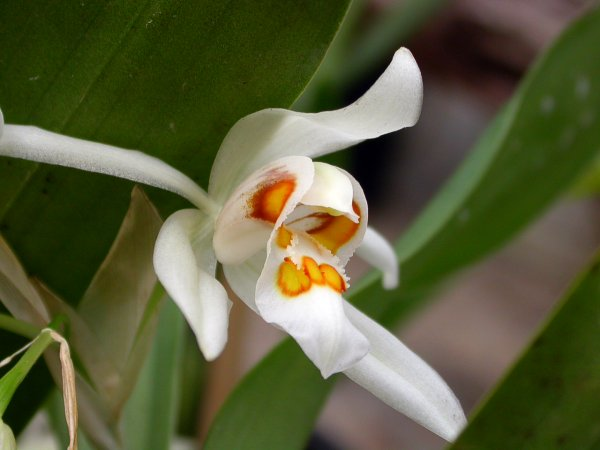
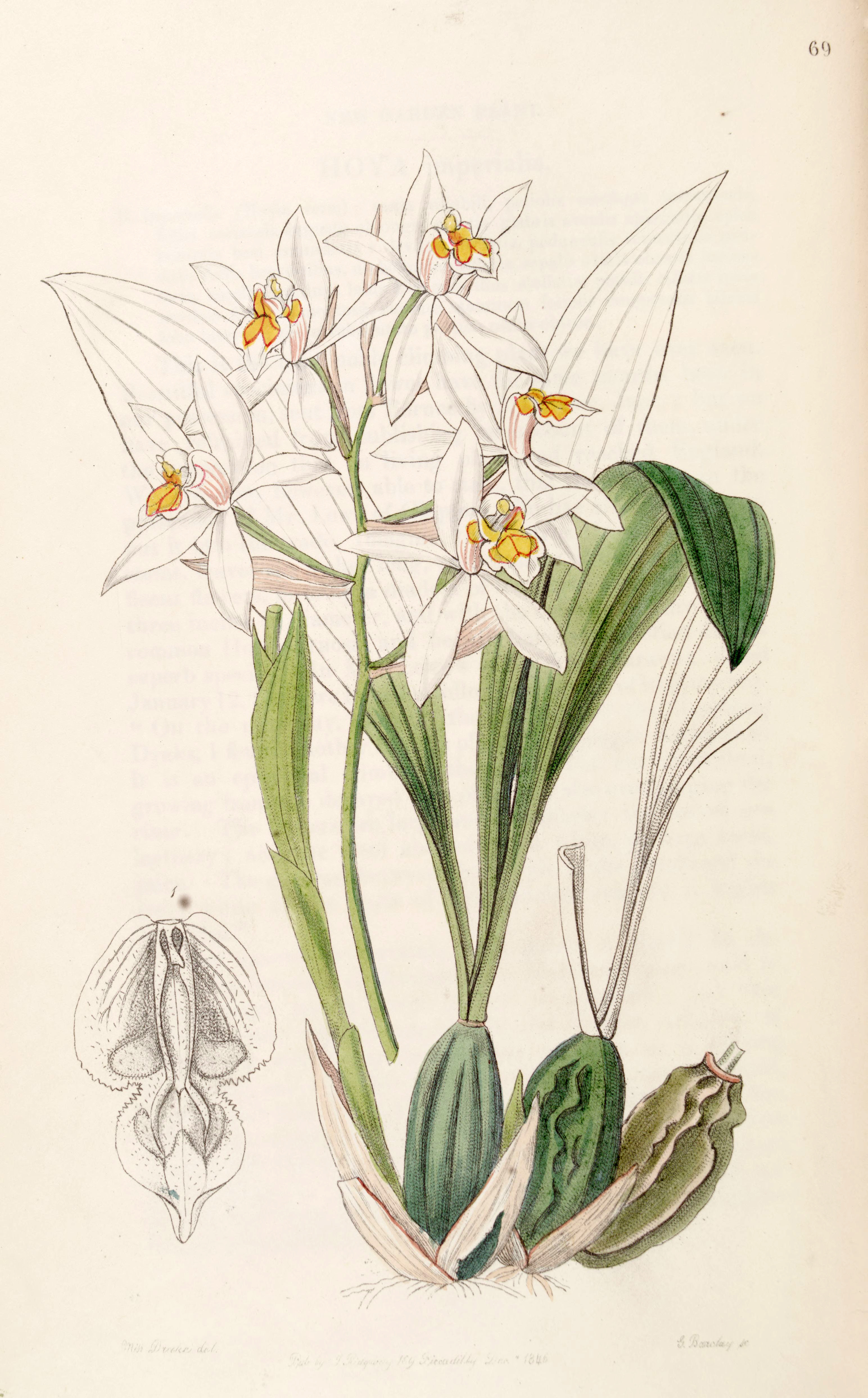
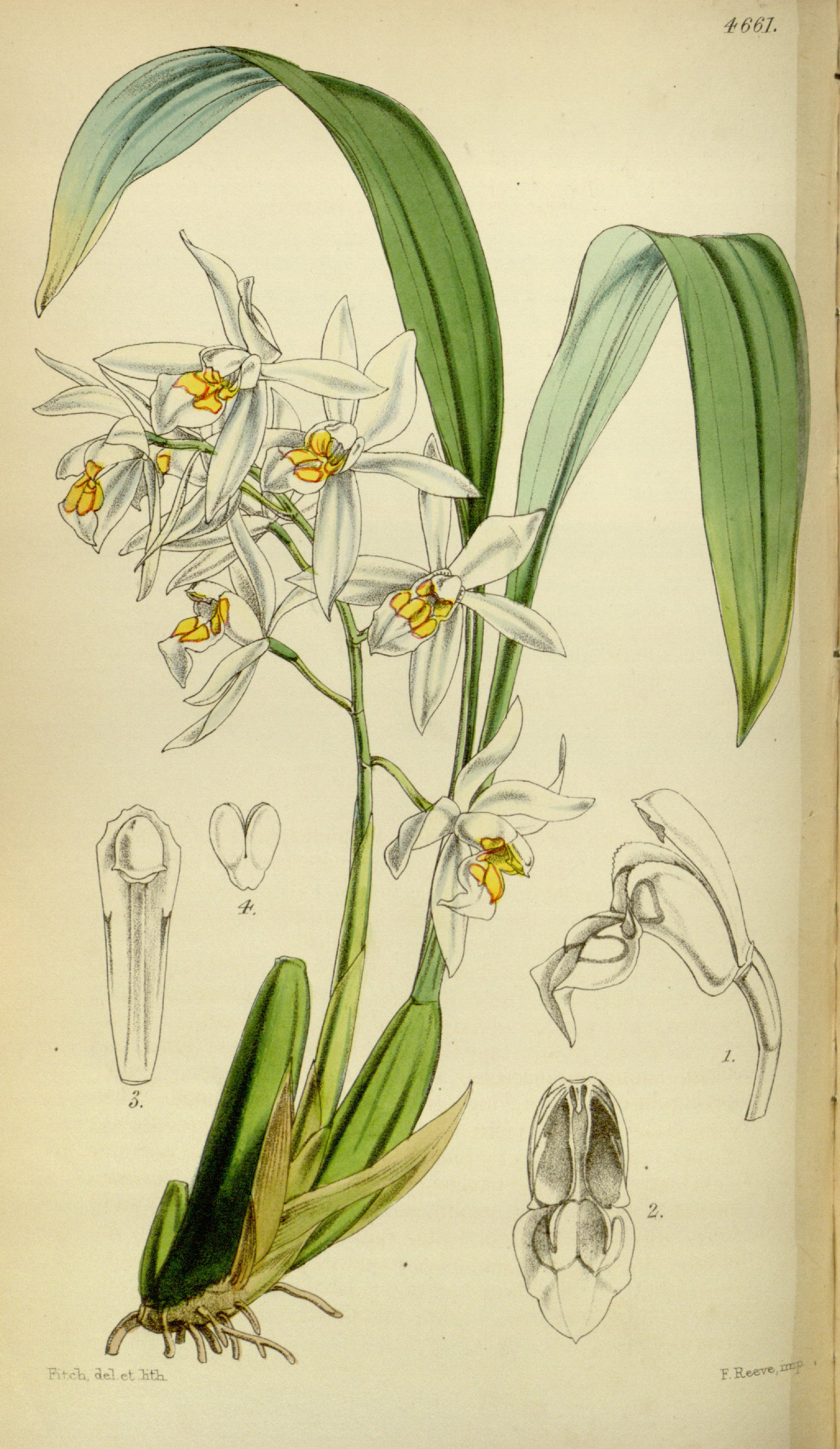
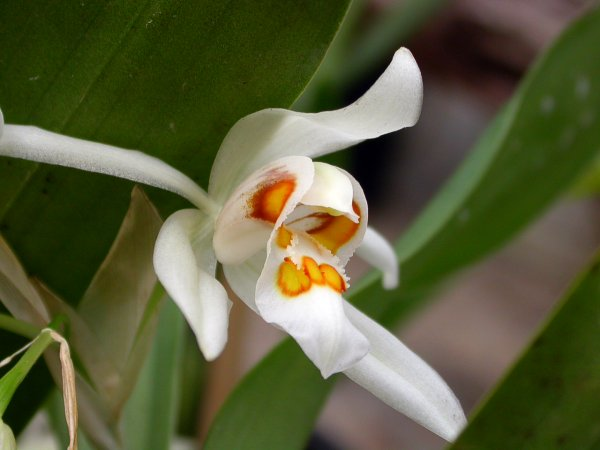